# Gazdag Tibor (színművész)
Gazdag Tibor (Nyíregyháza, 1964. október 15. –) magyar színész, zeneszerző.

## Életpályája
Zenei általános iskolában tanult. Középiskolai tanulmányait Szentesen a Horváth Mihály Gimnáziumban végezte dráma szakon. Mielőtt főiskolás lett, a Nemzeti Színház stúdiósa volt. 1990-ben diplomázott a Színház- és Filmművészeti Főiskolán, ahol többek közt Székely Gábor és Zsámbéki Gábor tanították. 1990–1994 között a fővárosi Katona József Színház, 1994–1998 között a Veszprémi Petőfi Színház tagja volt. 1998-tól a Miskolci Nemzeti Színházban is szerepelt. 2002–2003-ban a Szolnoki Szigligeti Színház, majd a Székesfehérvári Vörösmarty Színház színésze lett.
Bándon él, három gyermeke van. A Pannon Várszínház tagja. A színészkedés mellett koncertezik is az úgynevezett Dr. GROG zenekarban. Öt társával főleg Veszprém vármegyét szórakoztatják.

## Színházi szerepei
A Színházi Adattárban regisztrált bemutatóinak száma: 73.
- Ken Kesey: Kakukkfészek... Ruckly
- Christopher Hampton: Teljes napfogyatkozás... csapos
- William Shakespeare: Vízkereszt, vagy amit akartok... Antonio; Orsino
- Bulgakov: Kutyaszív... Második rendőr
- Jonson: Volpone... Corvino
- Nagy Ignác: Tisztújítás... Virágos György
- Ödön von Horváth: Kasimir és Karoline... Schürczinger
- Wedekind: Lulu... Kungu Poti
- Bertolt Brecht: Turandot avagy a szerecsenmosdatók kongresszusa... Gogher Góg testőre; Kávéházi Tui
- Valle–Inclán: Lárifári hadnagy felszarvazása... Dinnyés Öcsi
- Dosztojevszkij: Bűn, bűnhődés... Razumihin
- Shakespeare: Hamlet... Laertes; Színész
- Koltés: Roberto Zucco... Egy fickó
- Carlo Goldoni: Az új lakás... Lorenzino
- Ödön von Horváth: Hit, remény, szeretet... Harmadik rendőr
- Denis Diderot: Jakab meg a gazdája... fiatal Cenk
- Witkiewicz–Gombrowicz–Schultz: Leckék és 40 Mandelbaum... biciklista
- Friel: Pogánytánc... Gerry
- Shakespeare: Julius Caesar... Metellus Cimber
- Shakespeare: Szentivánéji álom... Sipos Sanyi – Babvirág; Oberon; Nick Bottom
- Eugene O’Neill: Utazás az éjszakába... Edmund Tyrone
- Gere István: Egérfogó... Nathan Field
- Presser Gábor: Képzelt riport egy amerikai popfesztiválról... József
- Friedrich Schiller: Ármány és szerelem... Ferdinánd
- Edward Albee: Nem félünk a farkastól... Nick
- Kovács Attila: Gizella... Vazul
- Leonard Bernstein: West Side Story... Riff
- Pribil György: Ég és föld... Tom
- Tennessee Williams: A vágy villamosa... Stanley Kowalski
- Andrew Lloyd Webber: Jézus Krisztus szupersztár... Jézus
- Slade: Jövőre, veled, ugyanitt... George
- Kander–Ebb: Kabaré... Clifford Bradshaw
- Shakespeare: Virtuális Hamlet – avagy a „nagy koncolás”... Hamlet
- Vörösmarty Mihály: Csongor és Tünde... Csongor
- O'Neill: Boldogtalan hold... Ifj. James Tyrone
- Williams: Az ifjúság édes madara... Heccelő
- Enquist: A tribádok éjszakája... August Strindberg
- Szörényi Levente: István, a király... Koppány
- Madách Imre: Az ember tragédiája... Lucifer
- Szörényi Levente: Veled, Uram!... Vászoly (Vazul)
- Tolsztoj: Legenda a lóról... Szerpuhovszkoj herceg
- Szörényi Levente: Kőműves Kelemen... Kőműves Kelemen
- Szörényi Levente: Atilla – Isten kardja... Attila
- MacDermot: Hair... Hud
- Szophoklész: Oidipusz király... karvezető Thébában
- Lloyd Webber: Evita... Che Guevara; Peron
- Füst Milán: Catullus... Calvus
- Csehov: Ivanov... Koszih
- Yazbek: Alul semmi... Jerry Lukowsky
- Georges Feydeau: Bolha a fülbe... Augustin Ferraillon
- Shakespeare: Szeget szeggel... Vicentio herceg
- Ambjornsen: Bolondok háza... Kjell Bjarne
- Arthur Miller: A salemi boszorkányok... Proctor
- Dés László: Valahol Európában... Simon Péter
- Choderlos de Laclos: Veszedelmes viszonyok... Valmont vikomt
- Stiles: A 3 testőr... Richelieu bíboros
- Katajev: Bolond vasárnap... Bujkálov
- Jellicoe: A trükk... Colin
- Sztevanovity Zorán: Boldog idő... Vándor
- Tasnádi István: Kupidó... Falk
- Jókai Mór: A kőszívű ember fiai... Baradlay Kazimír; Pál úr; Haynau
- Fenyő Miklós: Aranycsapat... elegáns úr

## Filmjei

### Zeneszerzőként
- 69 (1987) (színész is)
- Vattatyúk (1990) (színész is)
- Európa Kemping (1992) (színész is)
- Citromdisznó (1993) (színész is)
- Kiss Vakond (1993)
- Boldog lovak (1996)

### Színészként
- Teljes napfogyatkozás (1989)
- Meteo (1990)
- Vattatyúk (1990)
- Magyar rekviem (1990)
- Európa Kemping (1992)
- Szeressük egymást, gyerekek! (1996)
- Az öt zsaru (1998–1999)
- Linda (2002)
- Zsiguli (2004)
- Jóban Rosszban (2005–2022)
- Drága örökösök – A visszatérés (2024)